# Kaplica Cichej Nocy
Kaplica Cichej Nocy, Stille-Nacht-Kapelle – kaplica położona w miejscowości Oberndorf bei Salzburg, w Austrii, w kraju związkowym Salzburg i poświęcona kolędzie Cicha noc oraz jej autorom: twórcy tekstu Josephowi Mohrowi i kompozytorowi Franzowi Gruberowi. Kaplica stoi w miejscu dawnego kościoła św. Mikołaja, w którym kolęda została wykonana po raz pierwszy w dniu 24 grudnia 1818.

## Historia
Kościół św. Mikołaja był uszkadzany kilka razy od 1890 roku przez rzekę Salzach, przede wszystkim w 1899 roku, kiedy to zalała dużą część miasta i dzielnicę Altach. To doprowadziło do decyzji o odbudowie kościoła około 800 metrów dalej od pierwotnej lokalizacji wzdłuż nurtu rzeki. Nie przeprowadzono jednak remontu uszkodzonego kościoła z dwóch powodów: po pierwsze obawiano się kosztów odbudowy i ponownego ryzyka podtopienia, po drugie w 1906 roku w centrum miasta budowany był już nowy kościół parafialny. Kościół św. Mikołaja w 1913 roku został zburzony i w historycznym miejscu pierwszego wykonania kolędy pozostał tylko gruz. Setna rocznica powstania kolędy była obchodzona w grudniu 1918 roku zaraz po I wojnie światowej. Mieszkańcy ufundowali wtedy pomnik poświęcony autorom tej kolędy. W 1924 roku zdecydowano o zbudowaniu Gedächtniskapelle, lecz trudne warunki gospodarcze opóźniły budowę. Budowa została zakończona w dniu 15 sierpnia 1937 roku. Od tego czasu kaplica stała się widocznym symbolem kolędy. W dniu 24 grudnia w kaplicy śpiewana jest Cicha noc.